# Mamoutou Camara
Pour les articles homonymes, voir Camara.
 (mai 2019).
Si vous disposez d'ouvrages ou d'articles de référence ou si vous connaissez des sites web de qualité traitant du thème abordé ici, merci de compléter l'article en donnant les références utiles à sa vérifiabilité et en les liant à la section « Notes et références ».
Mamoutou Camara dit « Mangala » est un musicien malien, né en 1960 à Kéniéba (Mali, Région de Kayes) et décédé le 29 septembre 2010 à Hamdalaye des suites d'une courte maladie.

## Biographie
Fils d’un commerçant ancien militaire dans l’armée française et d’une comédienne-danseuse, il commence sa carrière musicale dès son enfance, malgré l’opposition de sa famille.
En 1971, âgé de 11 ans, il intègre l’Orchestre régional de Kayes.
En 1992, il participe à la création du groupe African Sofa avec un autre malien, deux guinéens, un camerounais et un capverdien.
Repéré par Salif Keïta, il intègre son groupe « Les ambassadeurs » en qualité de batteur et de choriste. C’est avec Salif Keïta qu'il fait sa première tournée en Europe en 1985.
En 1986, il est lauréat du grand prix « découverte » de RFI.
Il fonde avec Alain Lecointe le groupe Donké (qui signifie « dansez » en bambara). En 1988, ils produisent un premier album intitulé « Paris-Bamako ».
Parallèlement, il réalise un projet musical autour des musiques traditionnelles mandingues qui voit le jour avec la sortie de l’album « Complaintes mandingues blues » en 1993.
Il s'apprêtait à sortir un nouvel album en octobre 2010 mais il succombe à une maladie le 29 septembre 2010 à l’hôpital Gabriel Touré de Bamako.

## Discographie
- 1988 : Paris-Bamako  avec le groupe Donké
- 1991 : Remix Mandé avec le groupe Donké
- 1993 : Complaintes mandingues blues
- 1999 : Réexpédition
- 2000 : Satellit Café
- 2001 : Chants et musiques de griots
- 2003 : Impala Lounge Compil
- 2013 - N'Djienalé ( Album Posthume)